# Pistolet silencieux MSP Groza
Le pistolet silencieux MSP Groza (« orage » en russe) est une arme à feu à double canon de type derringer, conçue en Union soviétique en 1972. L’arme à feu est chambrée pour la cartouche silencieuse de 7,62 × 38 mm SP-3. Elle est alimentée par un clip de deux coups. L’arme a été conçue à la demande des services spéciaux. Elle n’est plus en production, ayant été remplacé par des modèles plus modernes.
L’arme a été utilisée opérationnellement en Afghanistan et en Amérique centrale pendant la guerre froide.

## Conception
Le Groza utilise une cartouche spéciale. Lorsque celle-ci est tirée, un piston interne à la cartouche lance la balle vers l’avant et retient tous les gaz dans l’étui, ce qui en fait une arme presque silencieuse avec presque aucun flash.